# Pál Kitaibel
Pál Kitaibel (Mattersburg, 3 februari 1757 – Pest, 13 december 1817) was een Hongaarse botanicus, arts en scheikundige.

## Leven
Pál Kitaibel studeerde in 1780 rechten op de Universiteit van Boeda, maar stapte al snel over naar een geneeskunde studie.
Toen in 1784 de geneeskunde faculteit naar Pest verhuisde werd hij als vierdejaars student assistent van professor Jacob Joseph Winterl bij de afdeling botanie en scheikunde aan de universiteit. Een van de taken van de afdeling was het verzorgen van de botanische tuin, waarvan hij in 1807 directeur werd.
In 1785 studeerde hij af als arts, maar hij praktiseerde dit beroep nooit.
Hij organiseerde expedities door Hongarije. Tussen 1792 en 1816 reisde hij door heel Hongarije (exclusief Transsylvanië), hij legde hierbij 20.000 km af en verzamelde mineralen, gesteenten en werd een baanbrekende onderzoeker van de Hongaarse flora.
In 1795 ontmoette hij graaf Franz de Paula Adam von Waldstein, die zijn collega, vriend en financieel supporter werd en hem vijf expedities vergezelde.
In 1802 werd Kitaibel benoemd tot universiteitsprofessor, in 1810 hoofd van de afdeling plantkunde. Door zijn vele reizen en wetenschappelijk werk gaf hij nauwelijks lezingen en les.
Kitaibel had in de laatste jaren van zijn leven een slechte gezondheid, op 13 december 1817 stierf hij aan tuberculose.

## Wetenschappelijk werk
Het plantengeslacht Kitaibelia van de kaasjeskruidfamilie (Malvaceae) is naar hem genoemd door Carl Ludwig von Willdenow.
De volgende planten zijn naar hem vernoemd:
- Ablepharus kitaibelii (Johannisskink)
- Cardamine kitaibelii
- Kitaibela vitifolia
- Knautia kitaibelii
- Aquilegia kitaibelii

Het resultaat van de samenwerking met Franz de Palma Waldstein is het werk: Descriptiones et Icones, getiteld Plantarum Rariorum Hungariae, het werd tussen 1799 en 1812 in Wenen gepubliceerd in drie sierlijke delen, geïllustreerd met 280 gekleurde kopergravures.